# Galeruca laticollis
Galeruca laticollis är en skalbaggsart som beskrevs av Sahlberg 1838. Galeruca laticollis ingår i släktet Galeruca, och familjen bladbaggar. Enligt den finländska rödlistan är arten sårbar i Finland. Enligt den svenska rödlistan är arten nära hotad i Sverige. Arten förekommer i Götaland, Öland, Svealand och Nedre Norrland. Artens livsmiljö är strandängar vid sötvatten.